# انیو والچف
انیو والچف (به بلغاری: Еню Вълчев Димов؛ ۴ ژانویه ۱۹۳۶ – ۱۵ فوریه ۲۰۱۴) ورزشکار مرد اهل بلغارستان بود که در دسته سبک‌وزن کشتی آزاد فعالیت می‌کرد. او از پرافتخارترین کشتی‌گیران بلغاری تاریخ است که از سه دوره پیاپی بازی‌های المپیک ۱۹۶۴ توکیو، ۱۹۶۸ مکزیکوسیتی و ۱۹۶۰ رم؛ به ترتیب یک مدال طلا، یک نقره و یک برنز کسب کرده است.